# Шели Милър
Шели Милър (на английски: Chelley Kitzmiller) е американска писателка на бестселъри в жанра исторически романс.

## Биография и творчество
Шели Милър (с рожд. име Cheryl Clarke Kitzmiller) е родена през 1947 г. в Калифорния, САЩ. Отраства в Охайо. Още от малка е запален фен на романтичната литература за Дивия Запад и дори чете с фенерче под завивките. Завършва колежа „Арлингтън“ през 1964 г.
Пише много статии за вестници и списания, и рецензии на книги за „Los Angeles Daily News“. В началото на 80-те решава да пише романи, посещава курсове по творческо писане и се присъединява към групата писатели от „Ориндж Каунти“.
През 1983 г. организира конференция на колела с „Влакът на любовта“, с който пътуват от Лос Анджелис до Ню Йорк известни писатели на романси, и по пътя му спират за срещи техните почитатели. За него през 1987 г. е направен документалния филм „Where the Heart Roams“, в който тя участва заедно със съпруга си.
През 1988 г. отваря първата си книжарница за антикварна литература, която продава през 1991 г., за да се посвети на писателската си кариера.
През 1993 г. издава първия си роман „Докосни зората“, с който става известна. В следващите години написва още няколко романа. След това отново през 2001 г. отваря заедно с дъщеря си нова, по-голяма книжарница, комбинирана с магазина за електроника на съпруга си. Била е и редактор на девет от романите на авторката на романтични бестселъри Фърн Майкълс.
През 2012 г. издава серията „Войни на вятъра“, в която се разказват историите за борбите между индианците апахи и белите заселници. И двете страни се стремят да донесат мир за своите територии с най-малки жертви. Усилията им се усложняват от емоционални и борбени жени, които имат свои собствени проблеми като семейни злоупотреби, расови предразсъдъци и свръхестествени сили.
Шели Милър е основател и ръководител на нестопанската организация за защита на животните „Have A Heart Humane Society“ в Кърн Каунти, Калифорния. В нея работи от 1980 г. до 2012 г. Тя с нетърпение очаква деня, когато няма повече бездомни домашни любимци. Изразява любовта си към домашните любимци като намира начин ги включи във всяко свое произведение. В романа „Oscar Goes Camping“ от 2011 г. с много хумор са описани случки за кемпери и къмпинги през очите на едно куче. Всичките приходи от тази книга отиват в помощ на бездомните питомници.
Шели Милър живее в Теачапи, Калифорния, със съпруга си Тед Милър, дъщеря си Джина Кристофър, и своите многобройни домашни любимци – над 15 кучета и повече от 5 котки. Обича да колекционира реликви от Дивия Запад и ги подрежда в тематични стаи в дома си.
Нейният брат Джералд Кларк е автор на документални книги – биография за Труман Капоти от 1988 г., на която се базира филма „Капоти“, и биография за Джуди Гарланд.

## Произведения

### Самостоятелни романи
- Докосни зората, Touch the Dawn (1993)
- Fires of Heaven (1994)
- Embrace the Wind (1997)
- Geliebter Rcher (1998)
- El Dorado (2014)

### Серия „Войни на вятъра“ (The Warriors of the Wind)
1. The Peacemaker (2012)
2. The Seeker (2012)
3. The Healer (2014)

### Сборници новели
- Heartbreak Ranch: Amy's Story (1997) – сборник с участието на Фърн Майкълс, Джил Мари Ландис, Дорси Кели
- Touched By A Furry Angel (2015)

### Документалистика
- Oscar Goes Camping (2011) – в съавторство с Джийн Стърн